# Kettenkamp
Kettenkamp er en kommune med godt 1.700 indbyggere (2013) beliggende i Samtgemeinde Bersenbrück, i den nordlige del af Landkreis Osnabrück, i den tyske delstat Niedersachsen.

## Geografi
Kettenkamp ligger i den sydlige del af landskabet Artland få kilometer nord for Ankumer Höhe. Kommunen liger ved den nordvestlige ende af vom Naturpark Nördlicher Teutoburger Wald-Wiehengebirge.

### Nabokommuner
Kettenkamp grænser mod nord til Menslage, mod øst til Nortrup, mod syd til Ankum og mod vest til Eggermühlen og Berge.